# Fuencarral
Fuencarral è il più esteso quartiere della capitale spagnola, Madrid. Si trova nella periferia settentrionale della città e conta 209 361 abitanti (secondo il censimento 2003).
Anticamente era un Comune autonomo, fu annesso a Madrid con Decreto del 10 novembre 1950.

## Storia

### Origini del nome
Sull'origine del toponimo Fuencarral, Juan Benavente Barquín, nel suo libro che dedicò alla città nel 1891, riporta le due versioni più diffuse. Secondo la prima, deriverebbe da una sorgente che serviva da abbeveratoio, forse quella che oggi viene chiamata "Fuente Concejo". Secondo altri, invece, da un'altra sorgente chiamata "del Real" (oggi irrintracciabile) perché di essa di servivano i re di Spagna che con frequenza passavano da questo luogo e vi pernottavano.

## Cultura

### Media
Fuencarral è la sede principale di Mediaset España.

## Galleria d'immagini

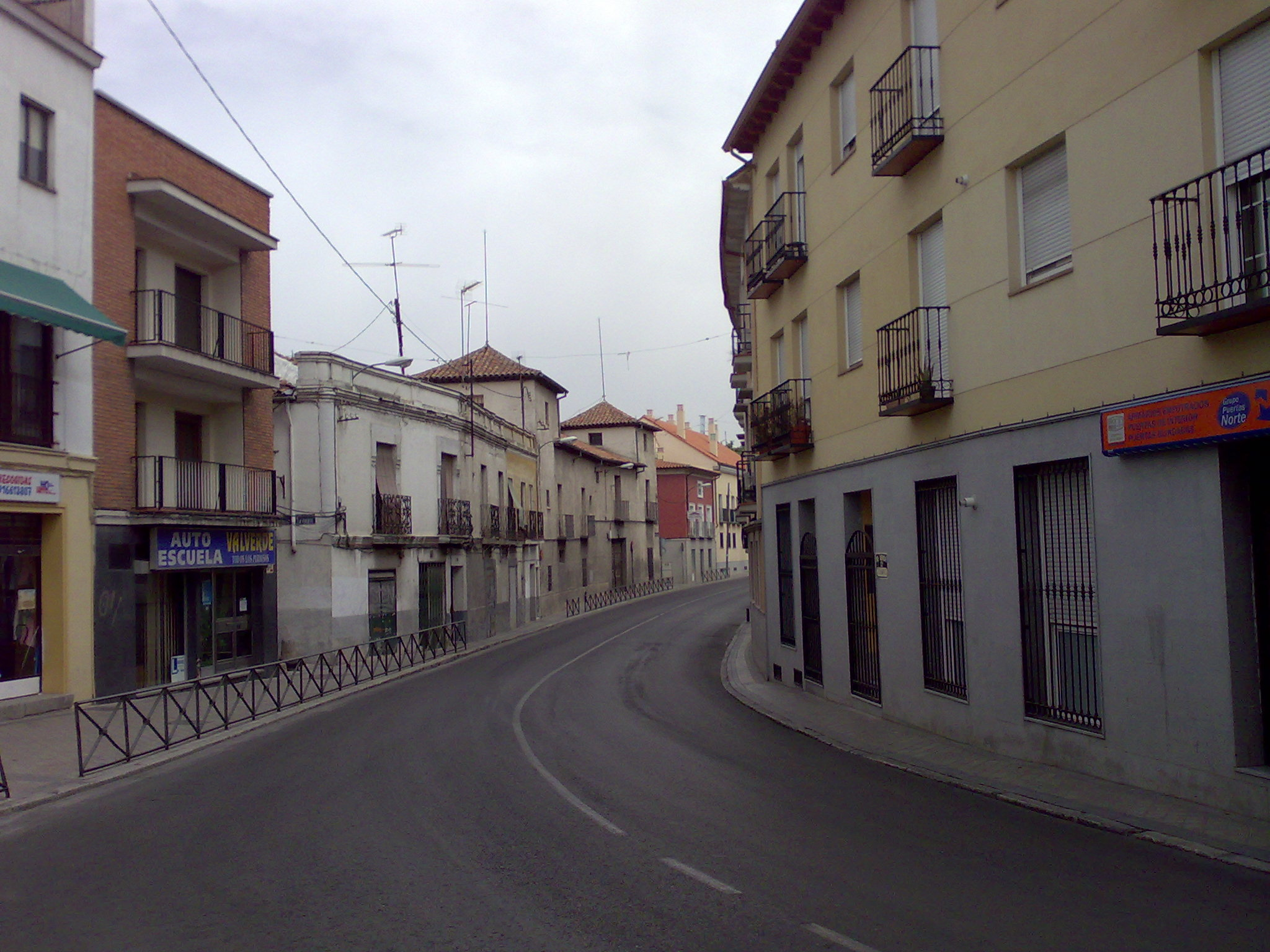
Calle Nuestra Señora de Valverde
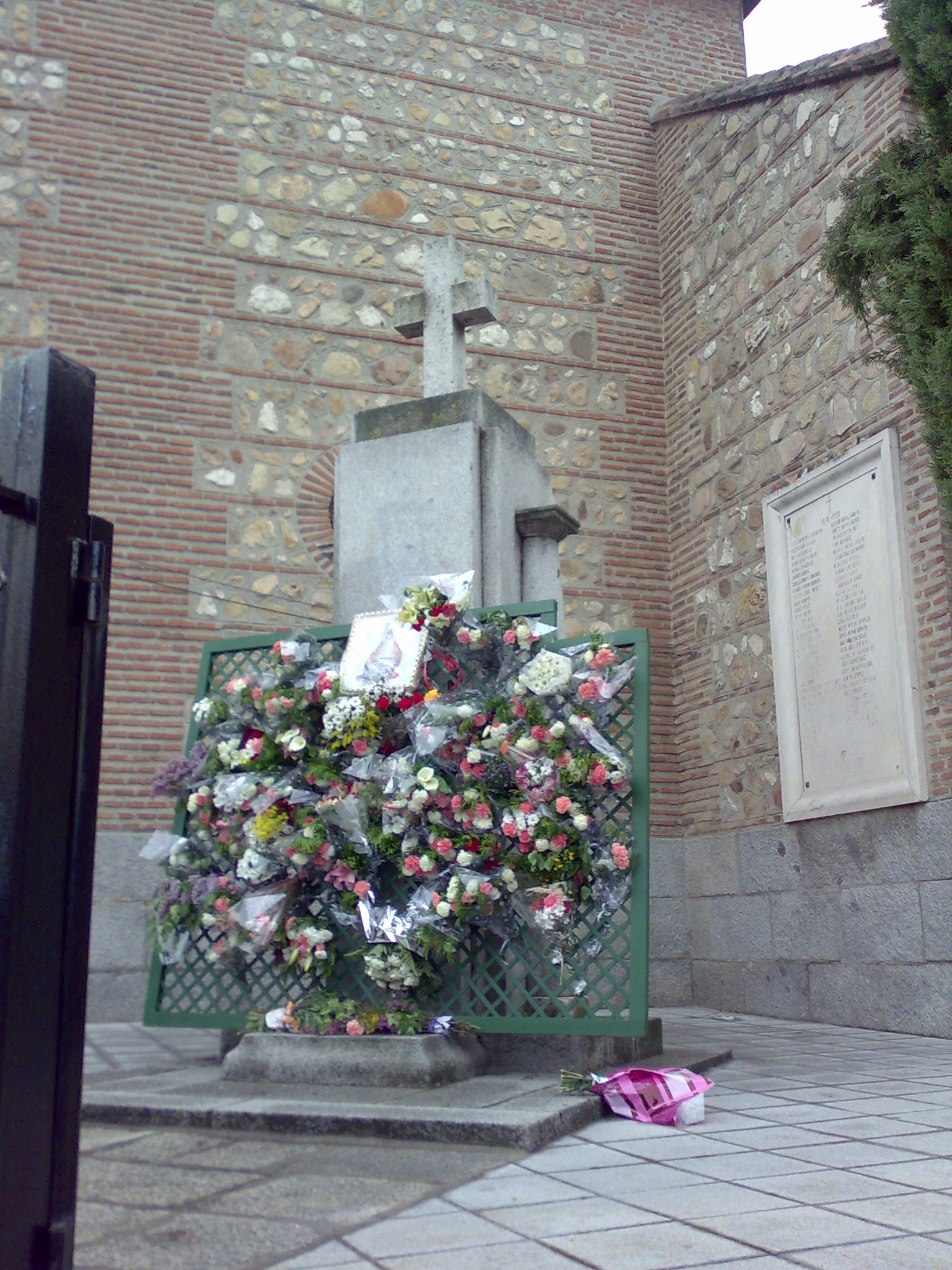
Croce della chiesa di San Michele
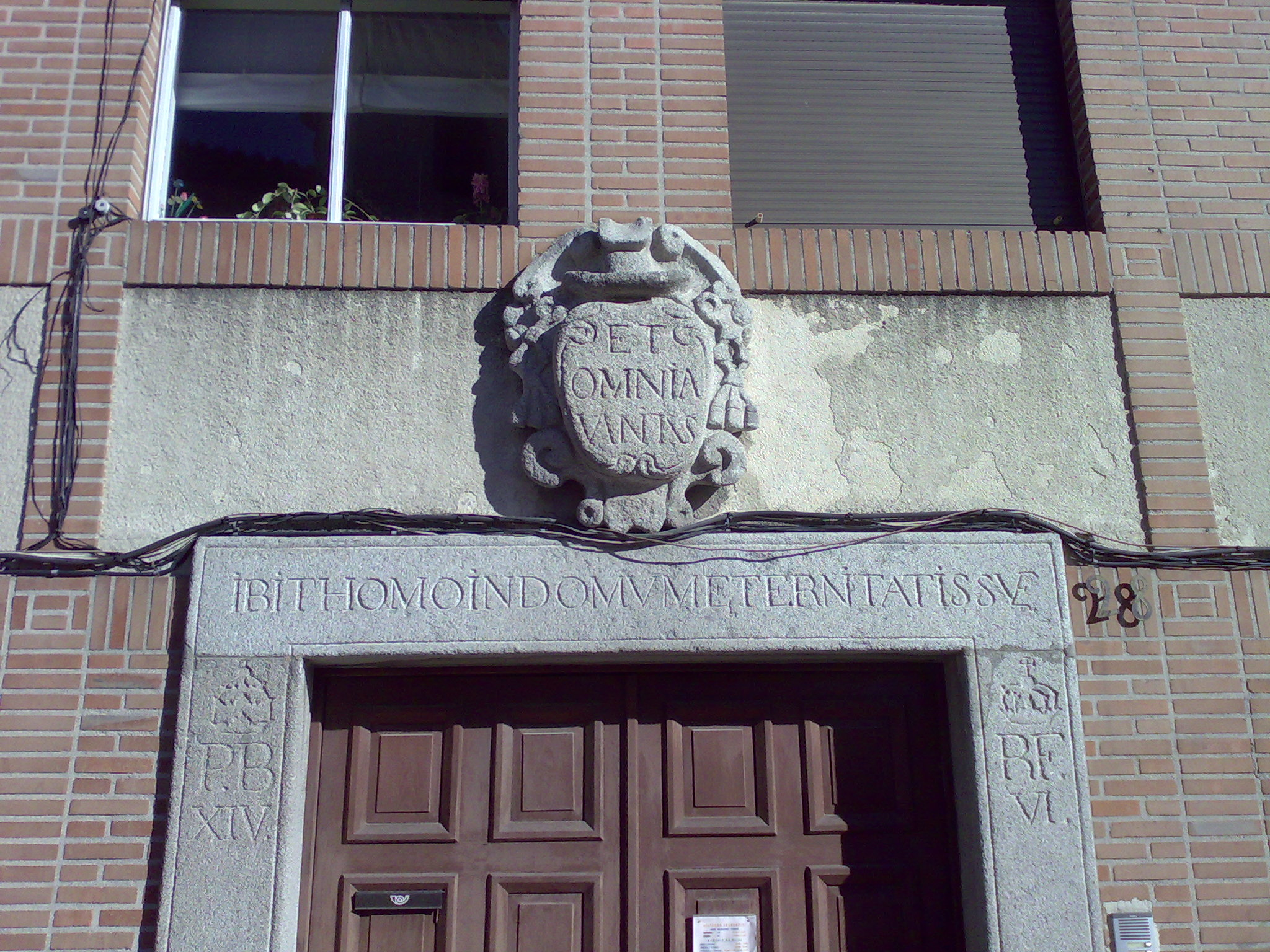
Dettaglio dell'ingresso della Parrocchia di Fuencarral
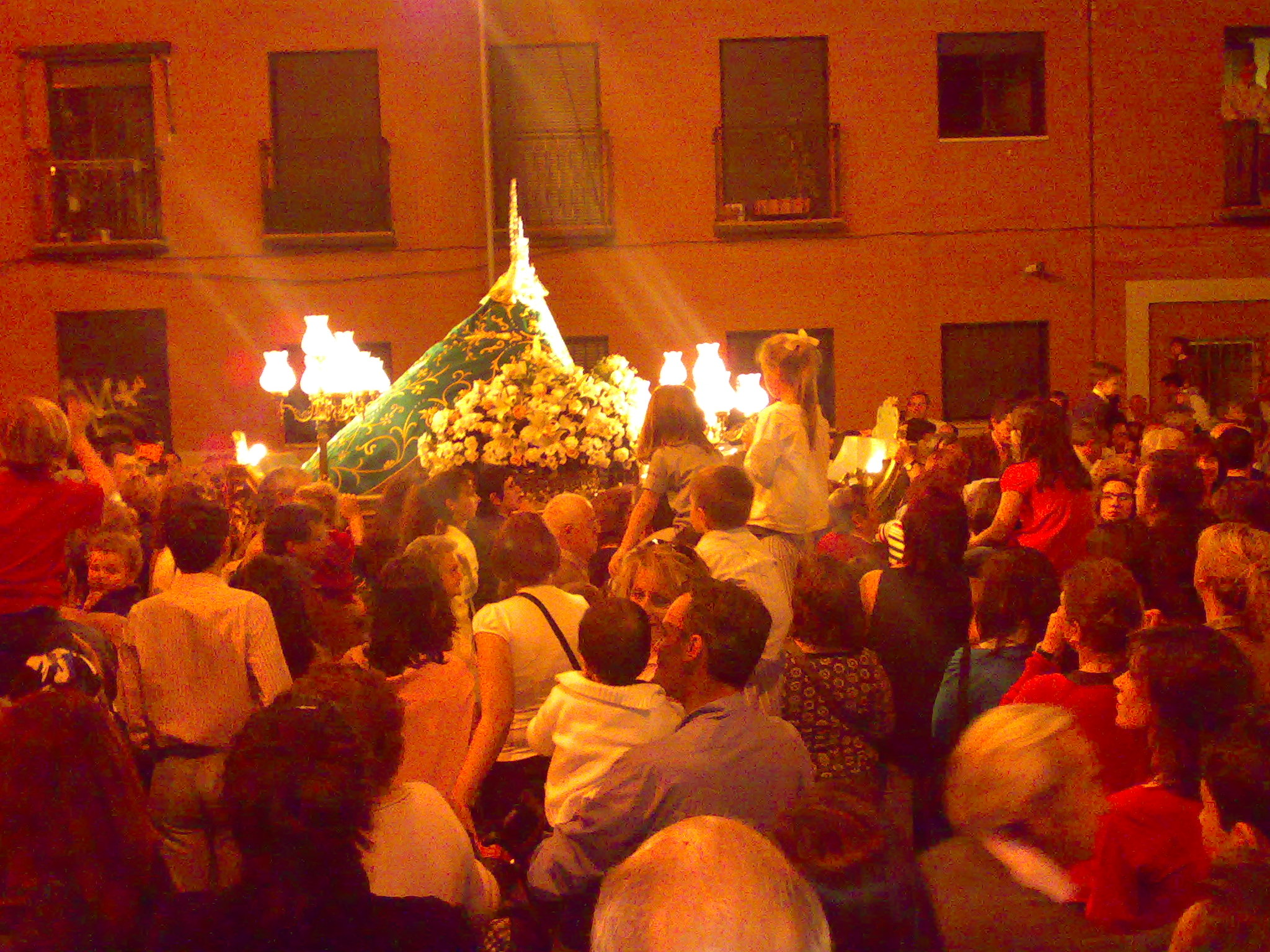
Festa della Madonna di Valverde, 25 aprile
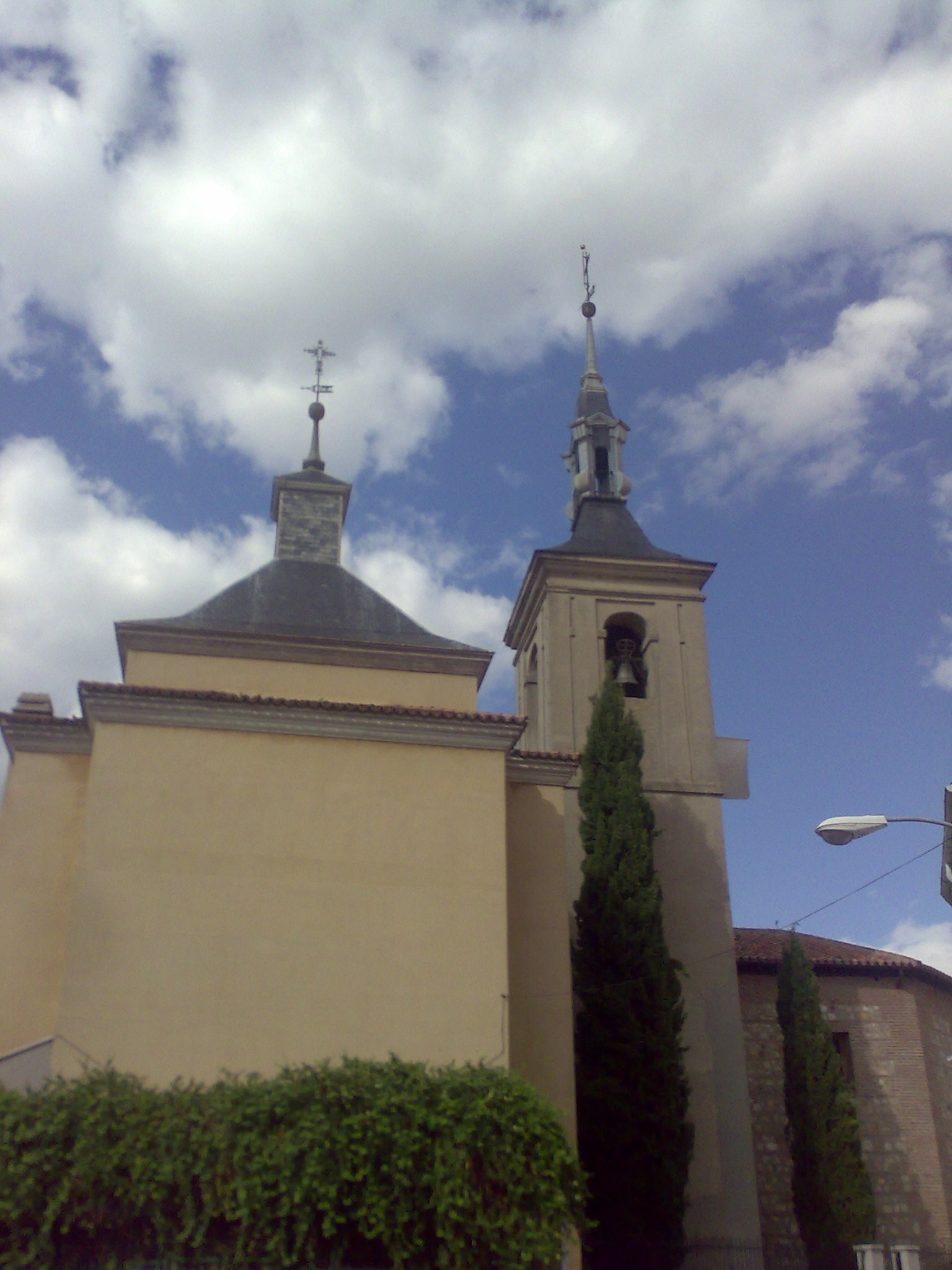
Chiesa di San Michele Arcangelo
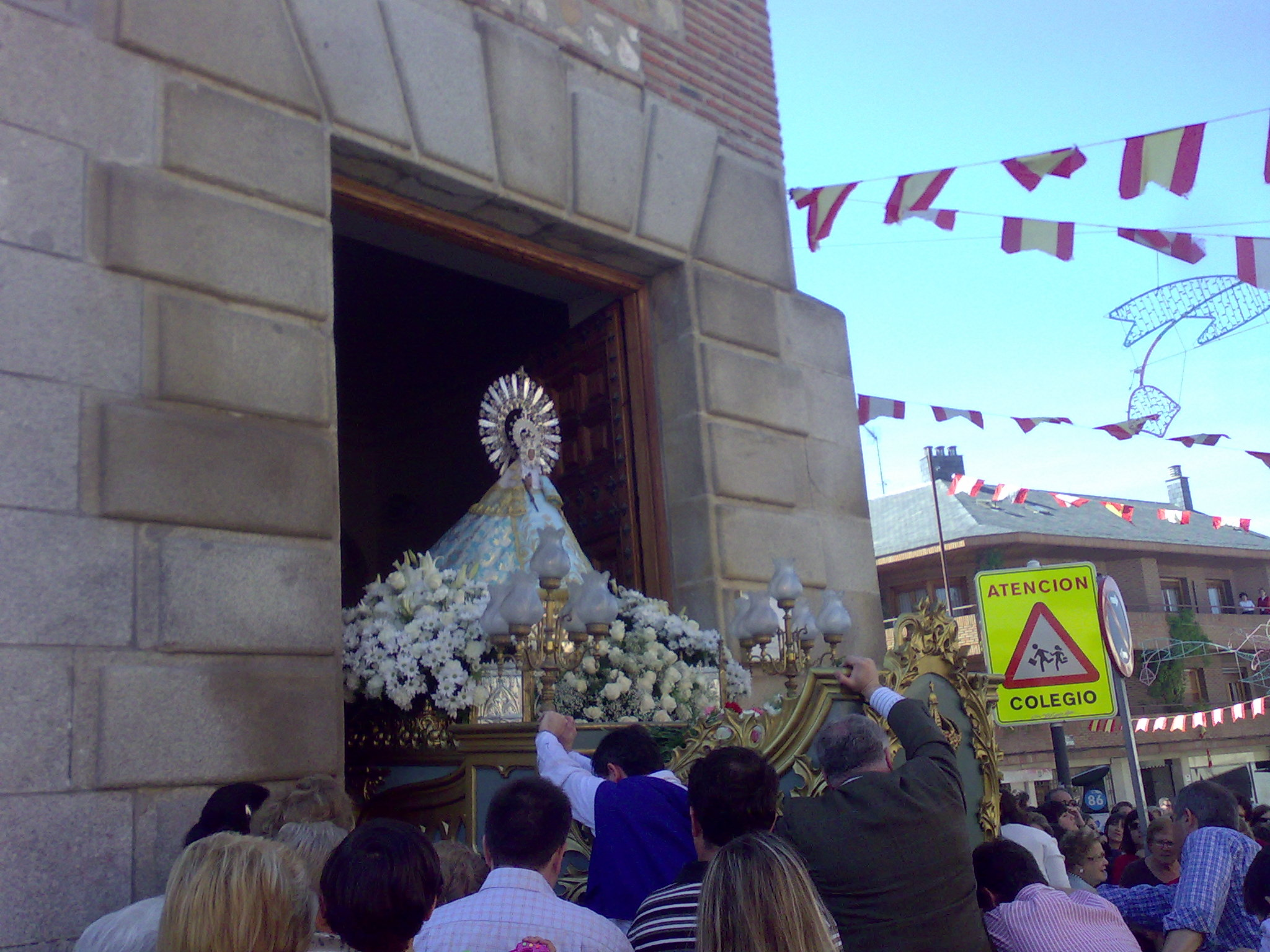
Uscita della Madonna di Valverde il 3 maggio per il ritorno all'eremo
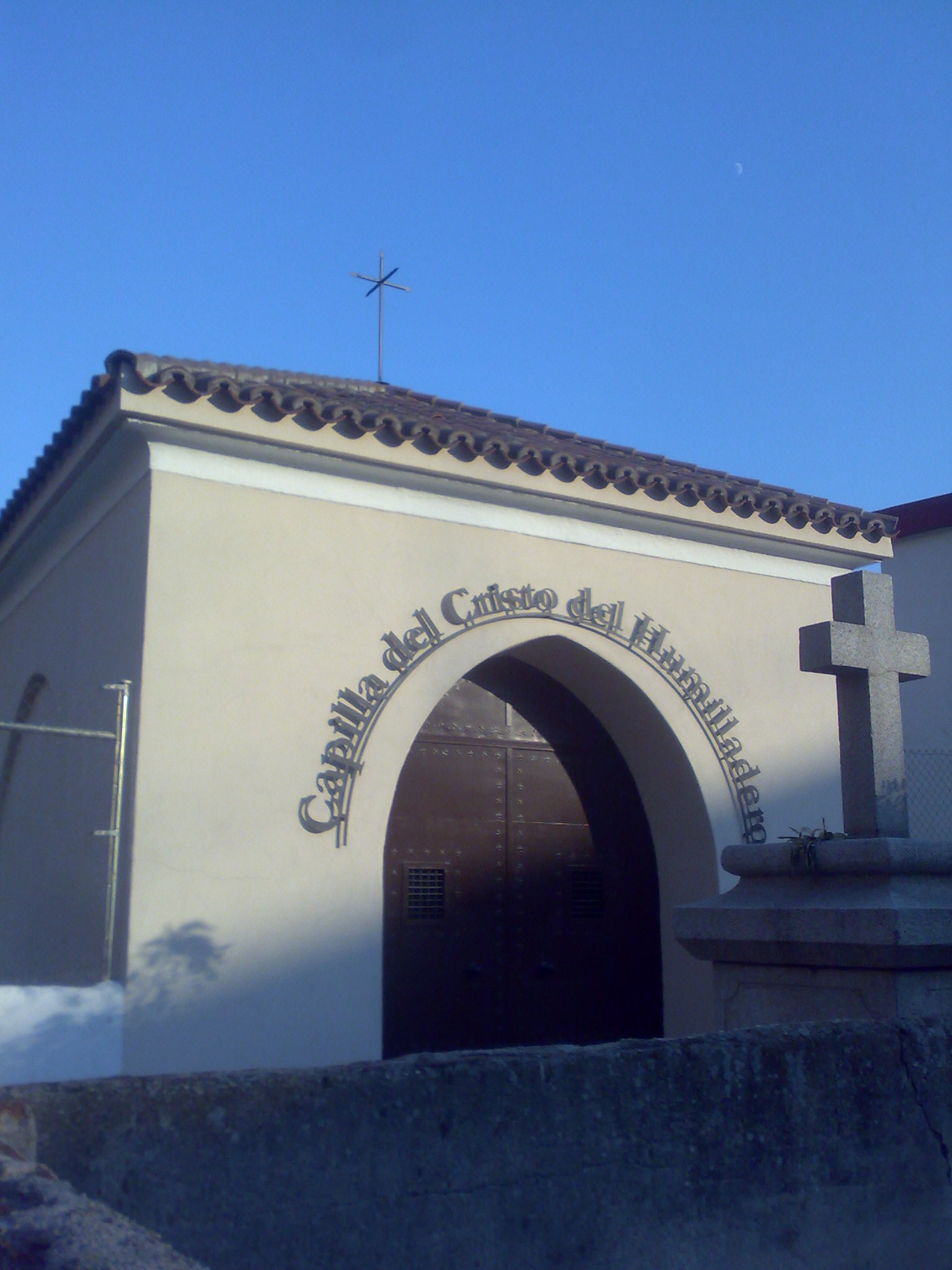
Cappella del "Cristo del Humilladero"
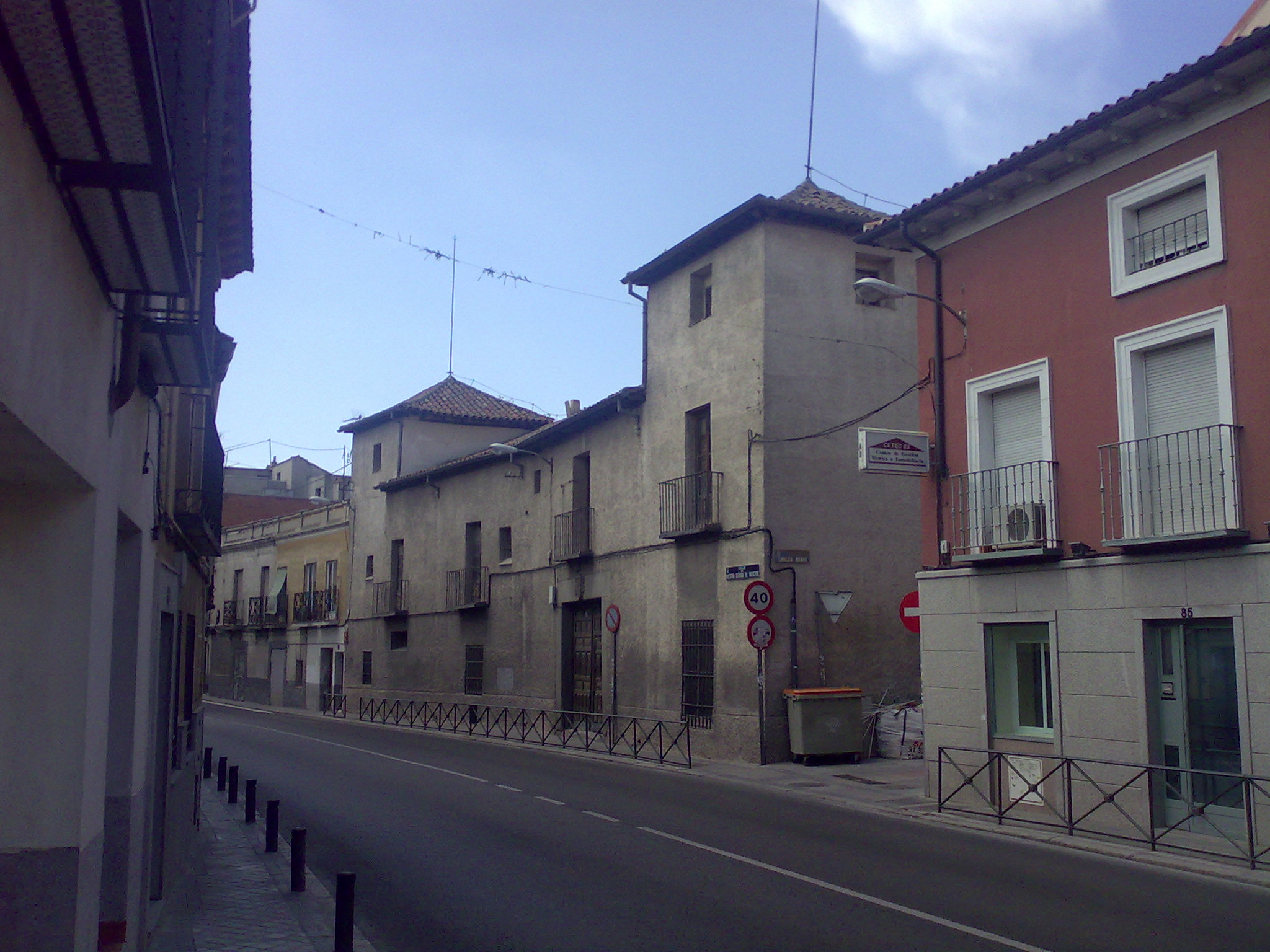
Casa Grande di Fuencarral

| Controllo di autorità | VIAF (EN) 371152742954227731204 · LCCN (EN) no2018066527 |